# Kåraskär (vid Vänö, Kimitoön)
Kåraskär är en ö i Finland. Den ligger i Skärgårdshavet och i kommunen Kimitoön i den ekonomiska regionen  Åboland i landskapet Egentliga Finland, i den sydvästra delen av landet. Ön ligger omkring 68 kilometer söder om Åbo och omkring 160 kilometer väster om Helsingfors. Kåraskär ligger 6 meter över havet.
Öns area är 3,1 hektar och dess största längd är 0,5 kilometer i sydöst-nordvästlig riktning. Det finns inga samhällen i närheten.